# Taubenturm Château de la Houssaye

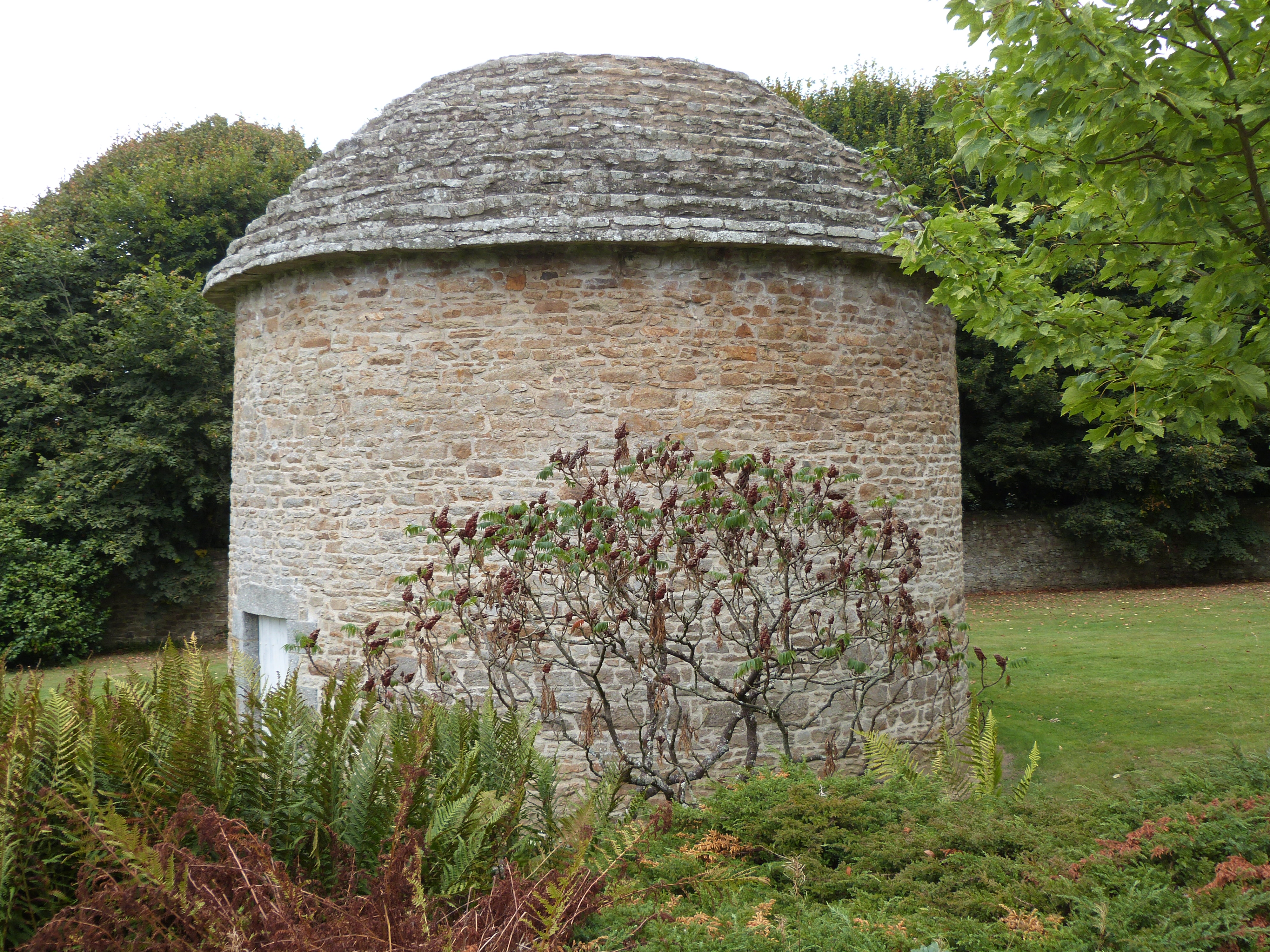
Taubenturm in Quessoy

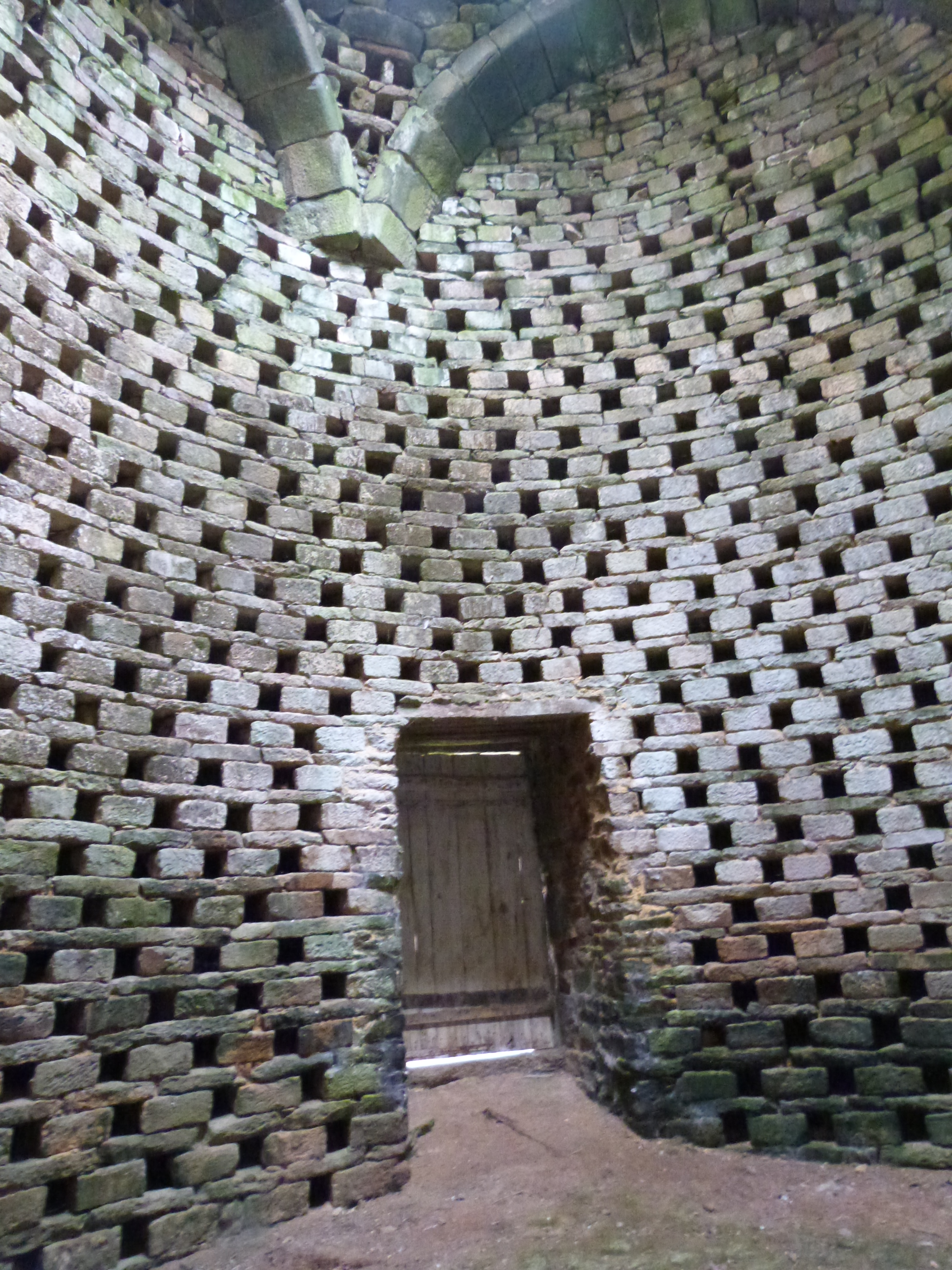
Innenansicht mit Taubennestern

Der Taubenturm (französisch colombier oder pigeonnier) des Château de la Houssaye in Quessoy, einer französischen Gemeinde im Département Côtes-d’Armor in der Region Bretagne, wurde im 18. Jahrhundert errichtet. Der Taubenturm steht seit 1982 als Monument historique auf der Liste der Baudenkmäler in Frankreich.
Der runde Taubenturm aus Hausteinmauerwerk besitzt ein Dach, das auch aus Stein ausgeführt ist.